# Cơm

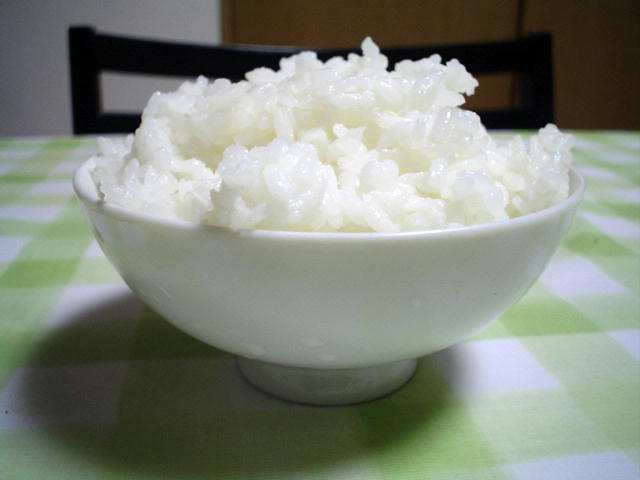
Một bát cơm có nguyên liệu từ gạo tẻ.

Cơm là một loại thức ăn được làm ra từ gạo bằng cách đem nấu với một lượng vừa đủ nước để nấu chín. 
Cơm (trắng) thường có nguyên liệu là gạo tẻ/gạo nếp và không có thêm gia vị, là thức ăn chính gần như hàng ngày của người Đông Nam Á và Đông Á. Cơm (trắng) còn là nguyên liệu cho các món ăn chế biến khác nhau. Để thay đổi khẩu vị, sau khi nấu, cơm có thể dùng để chiên với các món ăn được xắt nhỏ như: lạp xưởng, trứng chiên, rau củ, hải sản ... và thêm các gia vị như muối, nước mắm, ... làm thành món cơm chiên. Ngoài ra còn có các biến tấu khác từ cơm (trắng) như: cơm trộn, cơm thập cẩm, cơm gói lá sen, cơm lam, xôi.

## Trong văn hóa đại chúng
Người Việt có các câu ca dao, tục ngữ, thành ngữ về cơm, gạo như:
- "Ai ơi bưng bát cơm đầy, dẻo thơm một hạt đắng cay muôn phần";
- "Nhà sạch thì mát, bát sạch ngon cơm";
- "Cơm tẻ no, xôi vò chẳng thiết".
- "Nhường cơm sẻ áo"
- "Cơm no áo ấm"
- "Bát cơm manh áo"

## Các món cơm
- Cơm rang
- Cơm nếp
- Cơm lam
- Cơm tấm
- Sushi
- Onigiri
- Cơm cháy
- Cơm chiên trứng
- Cơm gà